# Piligena mackieae
Piligena mackieae är en tvåvingeart som beskrevs av Fritz Isidore van Emden 1947. Piligena mackieae ingår i släktet Piligena och familjen parasitflugor. Inga underarter finns listade i Catalogue of Life.